# 柏林之线巴士
柏林之线巴士（Berlin Linien Bus GmbH，缩写：BLB）是一家德国的大巴公司，运营德国境内的长途大巴线路，也有部分开往欧洲其他国家的线路。国际线路通常与其他大巴公司联合经营。
柏林之线巴士公司在2016年10月突然宣布，所有运营线路到2016年10月31日为止结束运营。部分线路将由德铁长途运输（IC巴士）继续运营。

到2013年9月为止的企业标志